# 貝滕

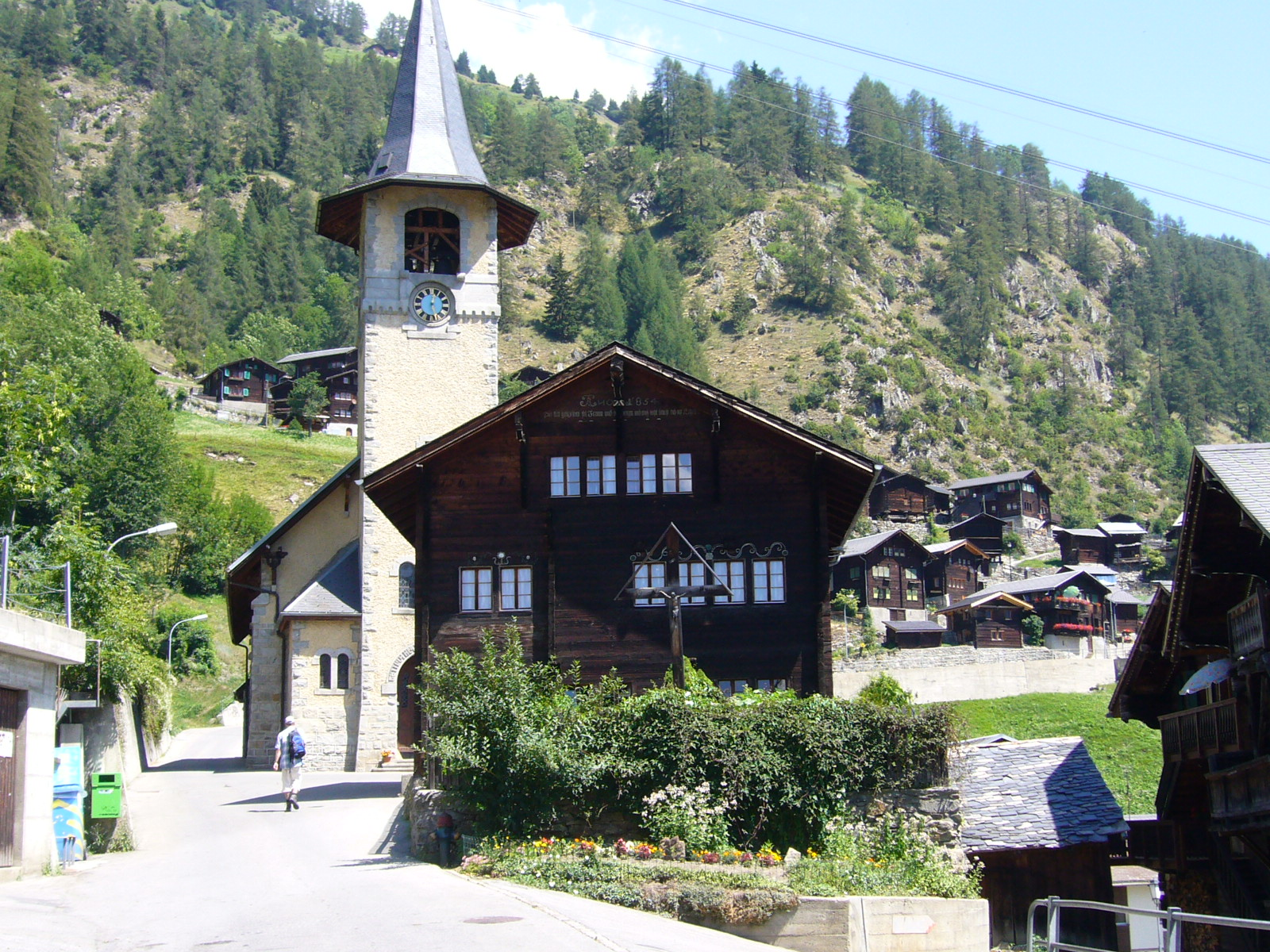

貝滕是瑞士的城鎮，位於該國南部，由瓦萊州負責管轄，面積26.35平方公里，海拔高度1,203米，2011年人口420，八成半人口信奉羅馬天主教，人口密度每平方公里16人。

## 外部連結
- Official website（页面存档备份，存于） （德文）